# 五味子乙素
五味子乙素（英語：schisandrin B，也称为戈米辛N）是一种植物产生的木脂素类化合物，分子式C23H28O6，存在于五味子（学名：Schisandra chinensis）中。